# Josephine Veasey
Josephine Veasey  est une artiste lyrique (mezzo-soprano) britannique, née le 10 juillet 1930 à Peckham (Angleterre) et morte le 22 février 2022 à Whitchurch (Angleterre).

## Biographie
Josephine Veasey étudie à Londres avec Audrey Langford, puis débute au Royal Opera House en 1948, d'abord dans les chœurs, puis dans de petits rôles. Elle y obtient son premier succès en 1954, en Cherubino dans Le nozze di Figaro de Mozart, puis s'affirme rapidement dans une variété de rôles : Azucena, Preziosilla, Amneris, Brangäne, Kundry, Carmen, Charlotte, Octavian, etc.
Elle se produit au Festival de Glyndebourne et au Festival d'Édimbourg, puis entame peu à peu une carrière internationale, avec des apparitions à Vienne, Salzbourg, Hambourg, Berlin, Paris, Aix-en-Provence, New York, San Francisco, etc.
En collaboration avec le chef Colin Davis, elle connait un vif succès dans les œuvres de Berlioz, avec les rôles de Didon dans Les Troyens, Marguerite dans La Damnation de Faust et Béatrice dans Béatrice et Bénédict ; elle enregistre également avec lui Didon et Énée de Purcell. Toujours dans le répertoire berliozien, elle interprète Teresa dans Benvenuto Cellini sous la direction d'Antal Doráti.
Bien qu'elle ne soit pas associée au bel canto italien, elle enregistre le rôle d'Agnese dans Beatrice di Tenda en 1966, aux côtés de Joan Sutherland, et chante Adalgisa dans Norma en 1974 aux Chorégies d'Orange, aux côtés de Montserrat Caballé. En 1975, elle est la mezzo du Requiem de Verdi avec le Royal Philharmonic Orchestra dirigé par Carlos Païta. Elle participe parallèlement à la création d'œuvres contemporaines telles  King Priam de Michael Tippett en 1962 et We Come to the River de Hans Werner Henze en 1976.
Josephine Veasey se retire de la scène en 1982, son dernier rôle est Herodias dans Salome de Richard Strauss. Tout au long de sa carrière, elle a été aussi une récitaliste reconnue, notamment dans les oratorios de Haendel.
Elle enseigne à la Royal Academy of Music à Londres, parmi ses élèves on compte Helen Field, Sally Burgess et Felicity Palmer.
Josephine Veasey meurt le 22 février 2022 à son domicile de Whitchurch[Lequel ?].

## Sources
- Alain Pâris, Le Dictionnaire des interprètes, Robert Laffont, 1989  (ISBN 2-221-06660-X)